# Odontoceti
Odontocètes
Micro-ordre
Les odontocètes (Odontoceti), ou cétacés à dents, constituent l'un des deux micro-ordres des cétacés. Ce groupe est caractérisé par la possession de dents (contrairement aux fanons des mysticètes, ou cétacés à fanons).
Le sous-ordre des odontocètes comprend les différentes espèces de bélugas, de cachalots, d'orques (ou épaulards), de dauphins, de marsouins, de narvals et de globicéphales.
Les odontocètes font partie des rares espèces animales (avec les chauves-souris, quelques oiseaux et certaines musaraignes) à posséder la capacité d'écholocalisation au moyen d'ultrasons. Ils s'en servent pour repérer leurs proies et s'orientent en analysant les échos des sons qu'ils émettent : une fonction qui s'apparente au système du sonar.

## Anatomie

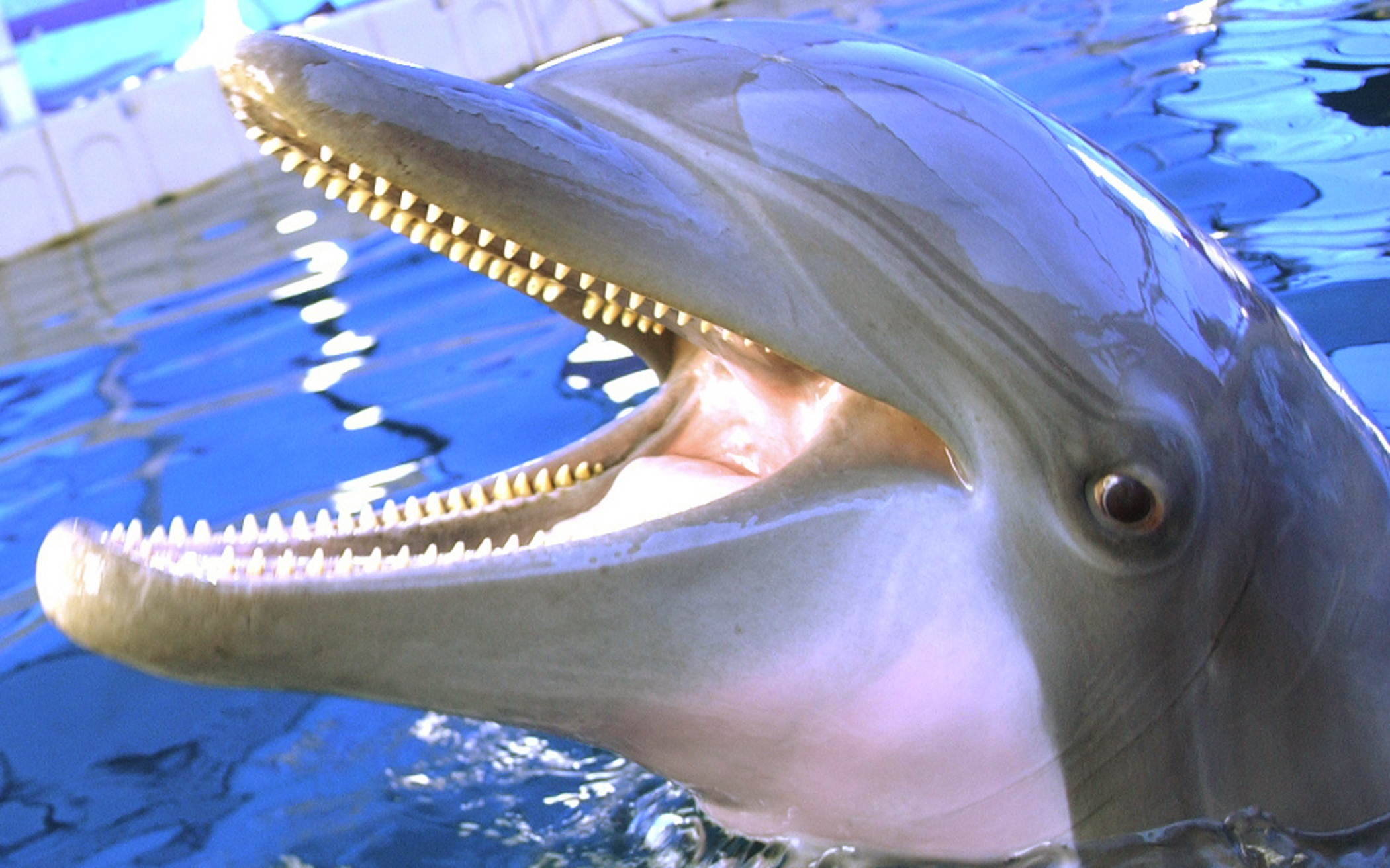
Les dents de ce dauphin sont ici mises en évidence

Les odontocètes sont, en général, plus petits que les mysticètes.
L'odorat serait un sens très peu utilisé chez les baleines à dents, qui n'ont pas de muqueuse olfactive, ni de nerf olfactif. Cependant, ces animaux ont toujours l'organe voméro-nasal, impliqué dans la détection de phéromones.
Les odontocètes sont homodontes c'est-à-dire que leurs dents, sauf exception comme le narval qui en principe ne possède qu'une défense, sont identiques entre elles. La dentition est très différente parmi ces espèces, le clade formé par les Ziphiidae et les Monodontidae n'en possédant que deux, tandis que certaines espèces de Platanistidae en ont plus de 130. Les dents de lait des odontocètes ne tombent pas, la seconde série reste atrophiée. Les dents des odontocètes servent à agripper les proies et leur forme dépend de leur régime alimentaire. Ainsi, leur nombre et leur forme permettent aux spécialistes d'en déduire l'espèce. Certaines espèces telles que les baleines à becs ou encore les cachalots ne possèdent de dents que sur la mâchoire inférieure.
Comme tous les mammifères, les odontocètes possèdent des poumons et doivent périodiquement respirer à la surface. Les odontocètes n'ont qu'un seul évent, ce qui les distingue des mysticètes, ou baleines à fanons, qui en ont deux.

### Asymétrie du crâne

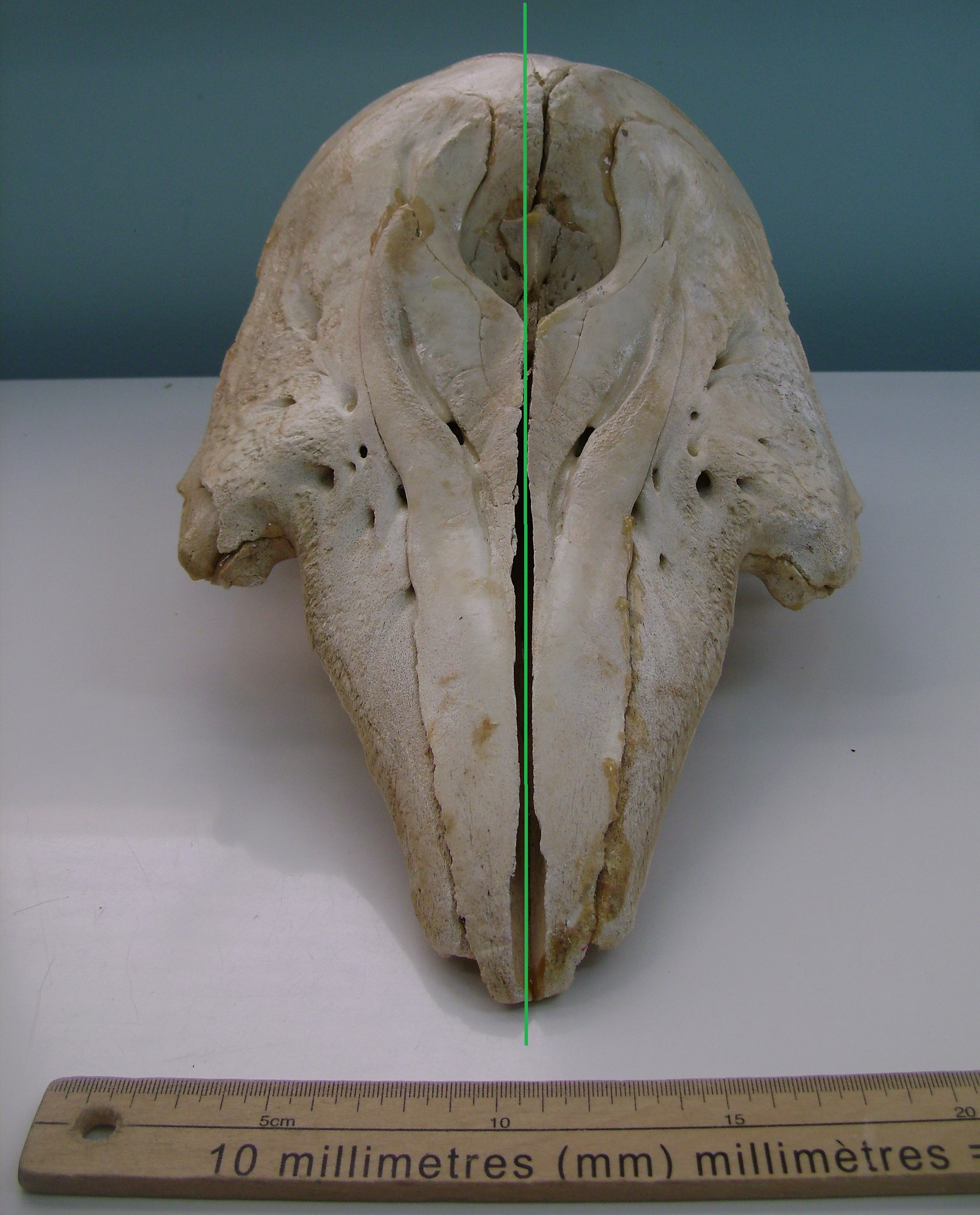
Crâne de béluga (Delphinapterus leucas), sans la mandibule. Cliquez pour voir la ligne verte qui met en évidence l'asymétrie du crâne.

Les Odontocètes présentent un crâne asymétrique, ce qui n'est pas le cas chez les Mysticètes. Plusieurs chercheurs relient cette déformation à l'écholocation leur permettant la production de sons de hautes fréquences. Cependant, bien que certains scientifiques aient déjà émis cette hypothèse, des études récentes (2011) tendent à démontrer que les Archéocètes, dont descendent les Cétacés, présentaient déjà un crâne asymétrique malgré le fait qu'ils n'utilisaient pas l'écholocation. Ces chercheurs associent donc l'asymétrie du crâne à une meilleure ouïe pour entendre les bruits émis par leurs proies, et non pas l'écho d'un son émis par le prédateur. Les Mysticètes auraient, au fil du temps, retrouvé un crâne symétrique. Des recherches plus poussées seront nécessaires pour clore la question.

## Vie en communauté
Beaucoup d'espèces sont sociales. Elles forment des groupes d'individus avec une structure sociale complexe, collaborant pour la chasse et la défense mutuelle.

## Intelligence
De nombreuses expériences en éthologie cognitive ont démontré leur grande intelligence.
Ils savent se reconnaître lorsqu'on les place devant un miroir dans le cadre du test du miroir de Gallup. À l'heure actuelle, à part les dauphins, cette capacité n'a été observée que chez les humains, certains singes et les éléphants. Ceci suggère que ces animaux ont conscience d'eux-mêmes.
On a aussi récemment observé des dauphins faire usage d'outils, fait rarement observé dans le règne animal. Ainsi, des dauphins ont été observés en train d'utiliser des éponges pour se protéger le museau lorsqu'ils raclent le fond marin. Depuis, il a été démontré que cette technique était transmise par apprentissage des mères aux filles.
Les delphinés sont une des rares espèces qui pratiquent le sexe aussi pour le plaisir, sans intention de procréation[réf. nécessaire].
On considère qu'ils représentent un cas de convergence évolutive avec les primates et en particulier, les hominidés, pour leurs grandes capacités cognitives en comparaison avec les autres taxons de mammifères marins.

### Langage
Leur langage fondé sur des sifflements bruyants et des ultra-sons inaudibles pour l'oreille humaine semble être très élaboré mais est encore mal compris. Les études menées avec des grands dauphins ont démontré qu'ils étaient capables d'identifier la "voix" des différents individus de leur groupe.

## Chasse

Le sonar du dauphin.

Les odontocètes utilisent l'écholocation pour éviter les obstacles ou pour repérer et analyser leurs proies. Ils émettent une série de sifflements ou de cliquetis à haute fréquence, puis ils analysent l'écho produit par ces signaux qui rebondissent sur les obstacles, ce qui leur permet de déterminer la nature et la distance de ces objets.

## Menace et protection

### Menaces
Bien que presque unanimement appréciés par l'Homme, les odontocètes sont exposés à des menaces croissantes :
- la pollution des océans et la contamination des réseaux trophiques à la tête desquelles ils se nourrissent. Avec les thons, les espadons, les cachalots ils sont les animaux marins qui contiennent le plus de métaux lourds, de dioxines et de résidus de pesticides. Leur chair qui est encore consommée au Japon et aux îles Féroé[9] présente des teneurs en métaux toxiques dépassant et souvent de beaucoup les normes internationales et nationales. Leur seule teneur en mercure suffirait théoriquement à en faire interdire la consommation dans la plupart des cas ;
- la disparition d'une partie de leur nourriture à cause de la surexploitation des océans par l'Homme est une seconde menace ;
- les blessures, les asphyxies ou le stress par captures accidentelles dans les chaluts ou filets maillants dérivants causent la mort de nombreux dauphins tous les ans ;
- les cétacés se grattent parfois sur le fond sur des rochers ou des objets durs pour se nettoyer la peau ou débarrasser de parasites, on peut craindre qu'ils soient en contact de plus en plus fréquent avec des munitions immergées ou qu'ils soient intoxiqués par leur nourriture dans les zones où des munitions ou d'autres déchets ont été immergés ;
- on évoque aussi depuis une dizaine d'années l'usage de plus en plus fréquent de sondeurs et sonars civils ou militaires ou d'explosions sous-marines à vocation de détection de ressources pétrolières par exemple qui pourraient affecter leur système auditif et d'écholocation, et peut-être expliquer certains échouages en séries ;
- il se pourrait que la mondialisation des échanges diffuse aussi des microbes susceptibles d'affecter les cétacés, dont le virus de la grippe auquel ils sont sensibles.

Les odontocètes de Méditerranée sont atteints par une épidémie, dont la cause a été identifiée comme une atteinte virale par Morbillivirus. Cette épidémie atteint plus les jeunes. Or, ces mammifères sont presque exclusivement des consommateurs de poissons et sont ainsi, vu la contamination élevée de leur alimentation, atteints par des intoxications liées en particulier au PCB (polychlorobiphényle) ; ce toxique, stocké dans les graisses et transmis par le lait, induit une atteinte des moyens normaux de défense du jeune animal, ce qui favoriserait en conséquence l'atteinte virale.

## Label «Dolphin Safe»
Faute de données, l'UICN n'arrive pas à établir de diagnostic clair des menaces liées à la pêche commerciale. L'UNESCO présume que, chaque année, environ 100 000 odontocètes seraient abattus à des fins commerciales, et 300 000 autres mourraient étouffés dans des filets abandonnés. La pêche industrielle aux thons, florissante dans le Pacifique Est, s'avère être une calamité pour ces cétacés. En 1990, le Congrès des États-Unis a donc créé le label « Dolphin Safe », pour signaler aux consommateurs les pratiques les plus vertueuses. Autre fléau : la malnutrition, qui guette l'animal depuis que ses proies habituelles (harengs, sardines, maquereaux…) sont pêchées de manière intensive.

## Classification

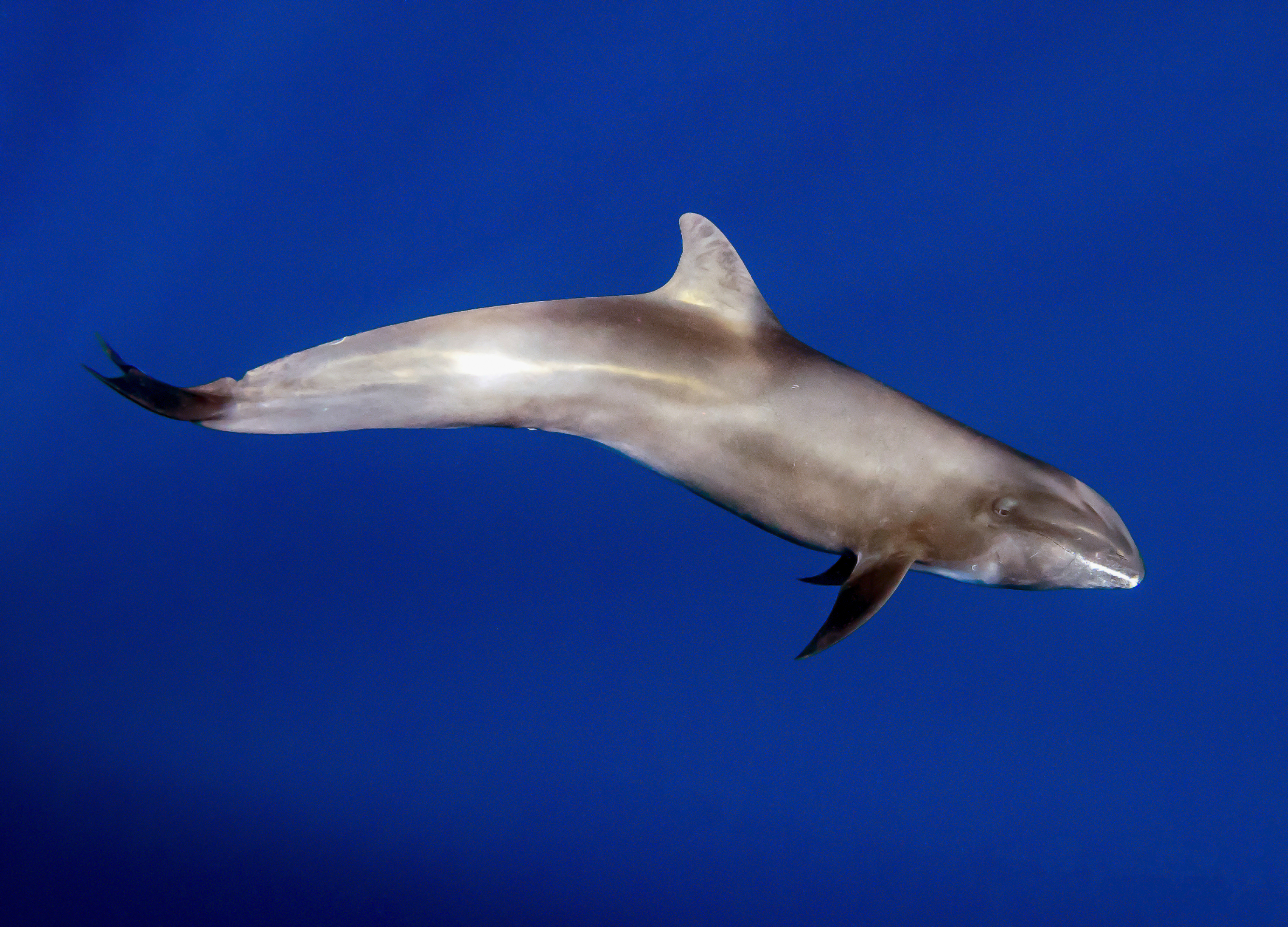
Dauphin péponocéphale à Mayotte.

Le micro-ordre contient 6 familles :
- famille Delphinidae Gray, 1821 — Dauphins océaniques et Orques
- famille Monodontidae Gray, 1821 — Béluga et Narval
- famille Phocoenidae — Marsouins
- famille Physeteridae — Grand cachalot (ad minima)
- famille Platanistidae Gray, 1846 — Dauphins d'eau douce
- famille Ziphiidae Gray, 1850 — Baleines à bec et hypérodon

Plus 4 familles au statut discuté :
- Iniidés (Iniidae) -- dauphin d'eau douce (placé dans Platanistidae par certains)
- Kogidés (Kogiidae) -- petits cachalots (placé dans Physeteridae par certains)
- Lipotidés (Lipotidae) -- Dauphin de Chine (placé dans Iniidae par certains, dans Platanistidae pour d'autres)
- Pontoporiidae Gray, 1870 — Dauphin de la Plata (placé dans Iniidae par certains, dans Platanistidae pour d'autres)

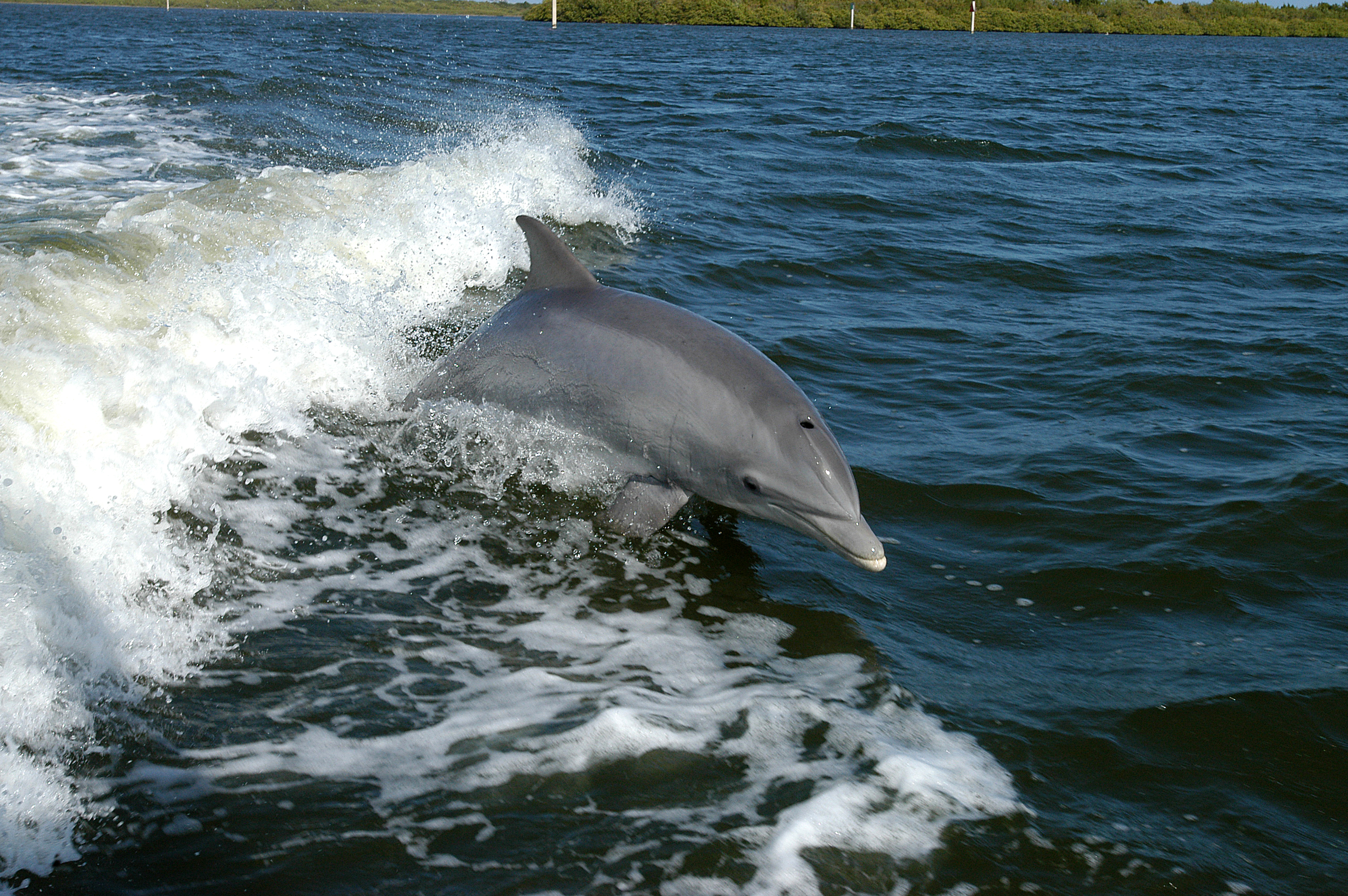
Tursiops truncatus (Delphinidae)
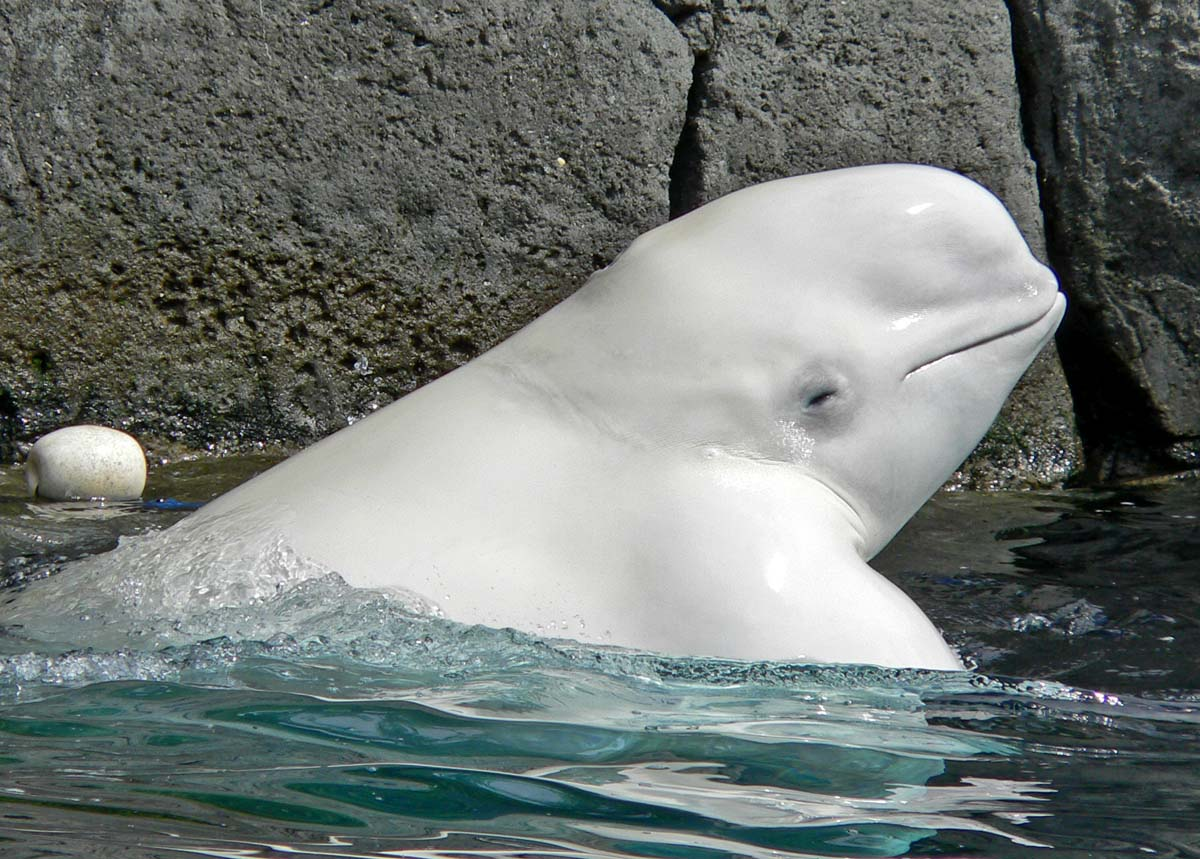
Delphinapterus leucas (Monodontidae)
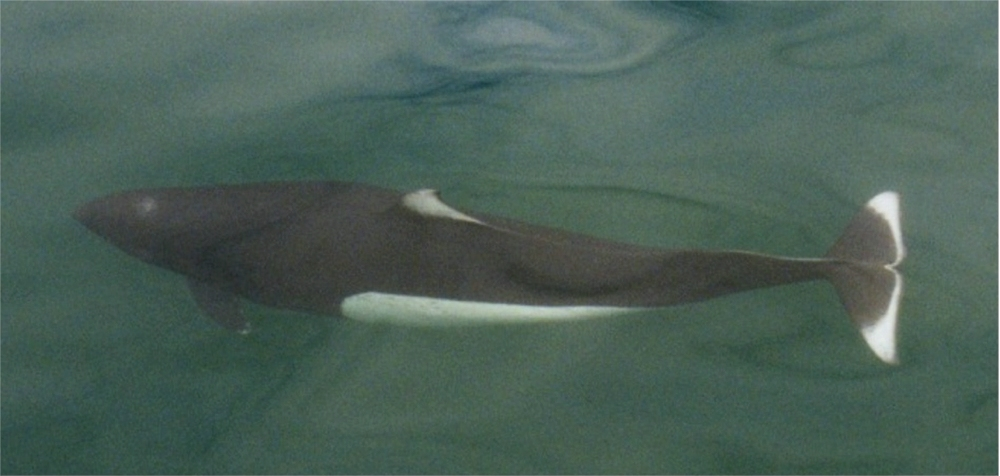
Phocoenoides dalli (Phocoenidae)
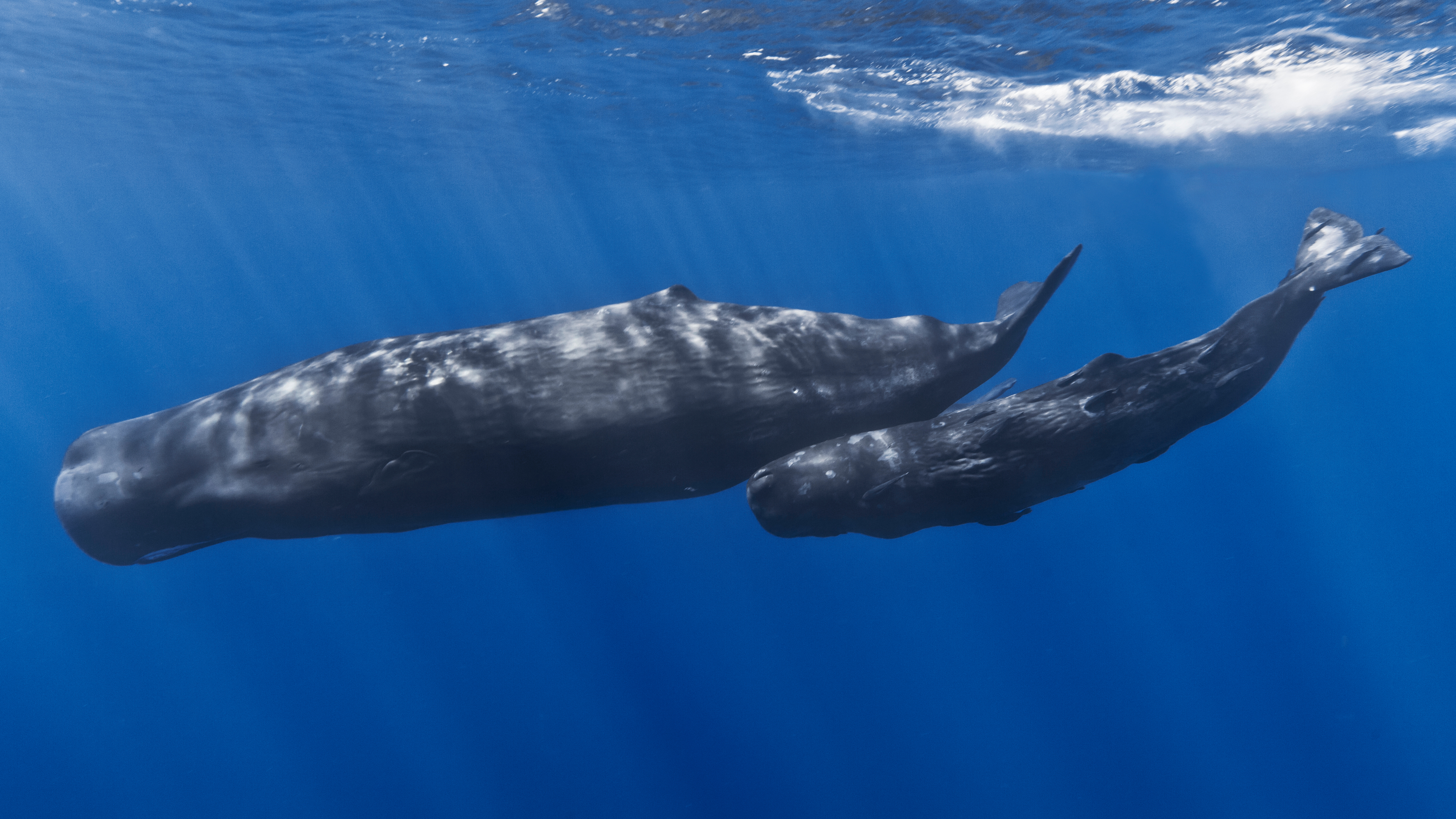
Physeter macrocephalus (Physeteridae)
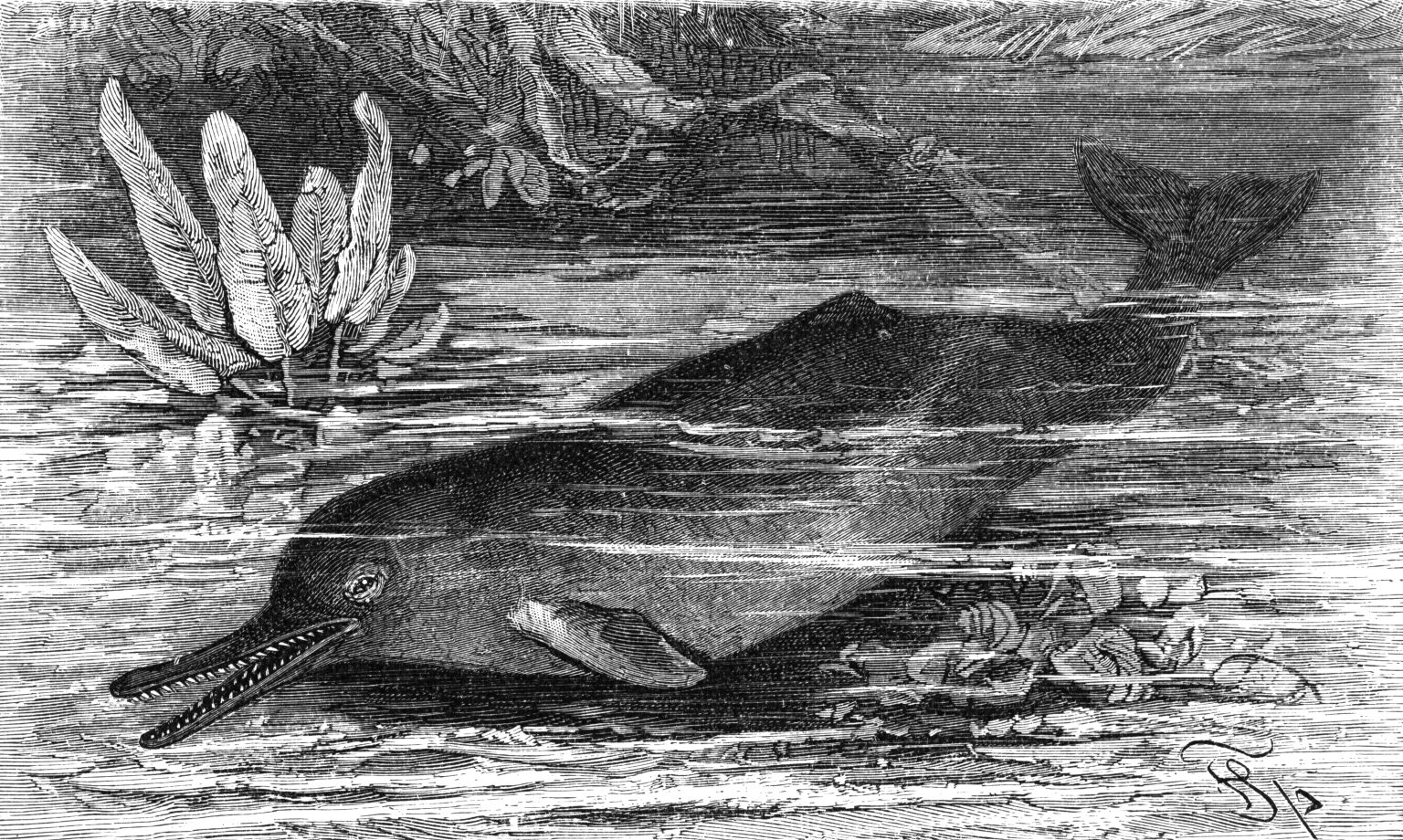
Platanista gangetica (Platanistidae)
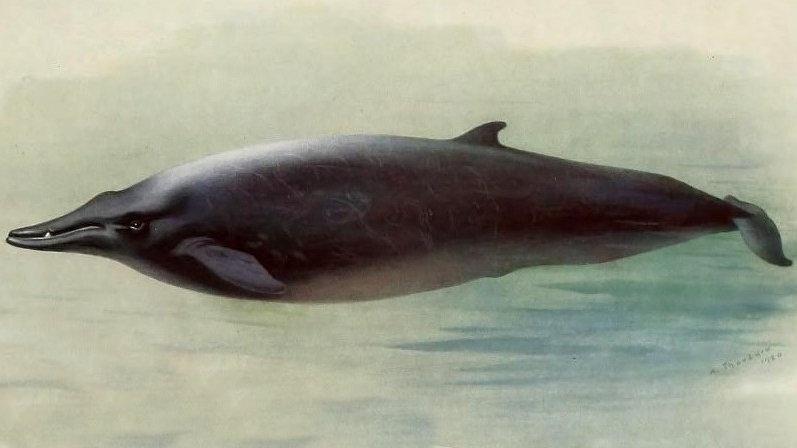
Mesoplodon bidens (Ziphiidae)
Inia geoffrensis (Iniidae)
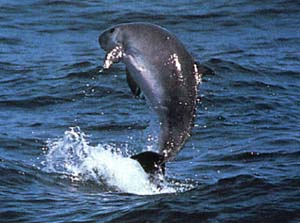
Kogia sima (Kogiidae)
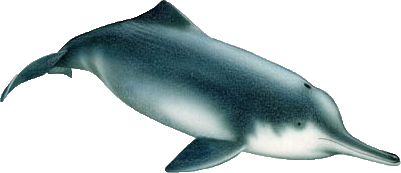
Lipotes vexillifer (Lipotidae)
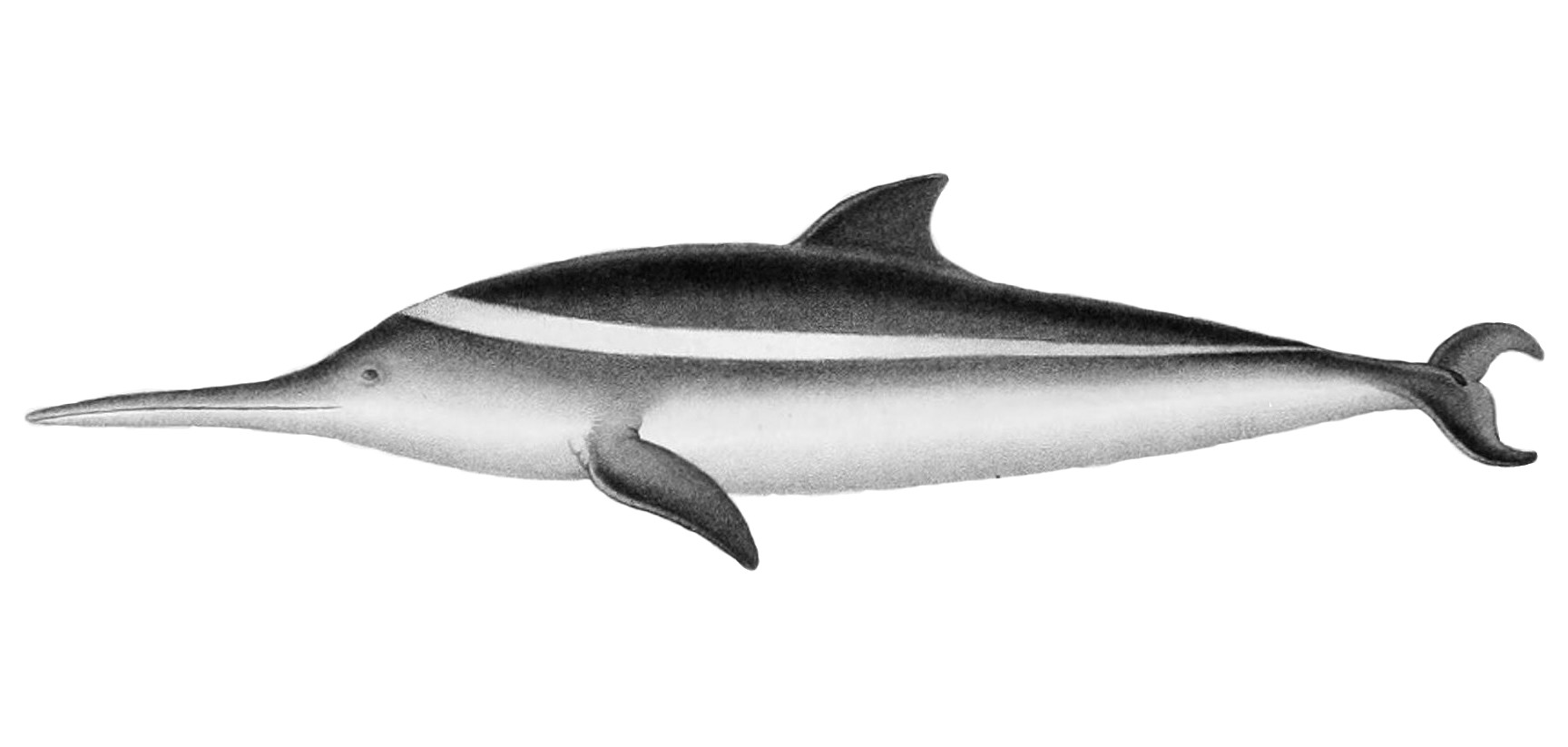
Pontoporia blainvillei (Pontoporiidae)
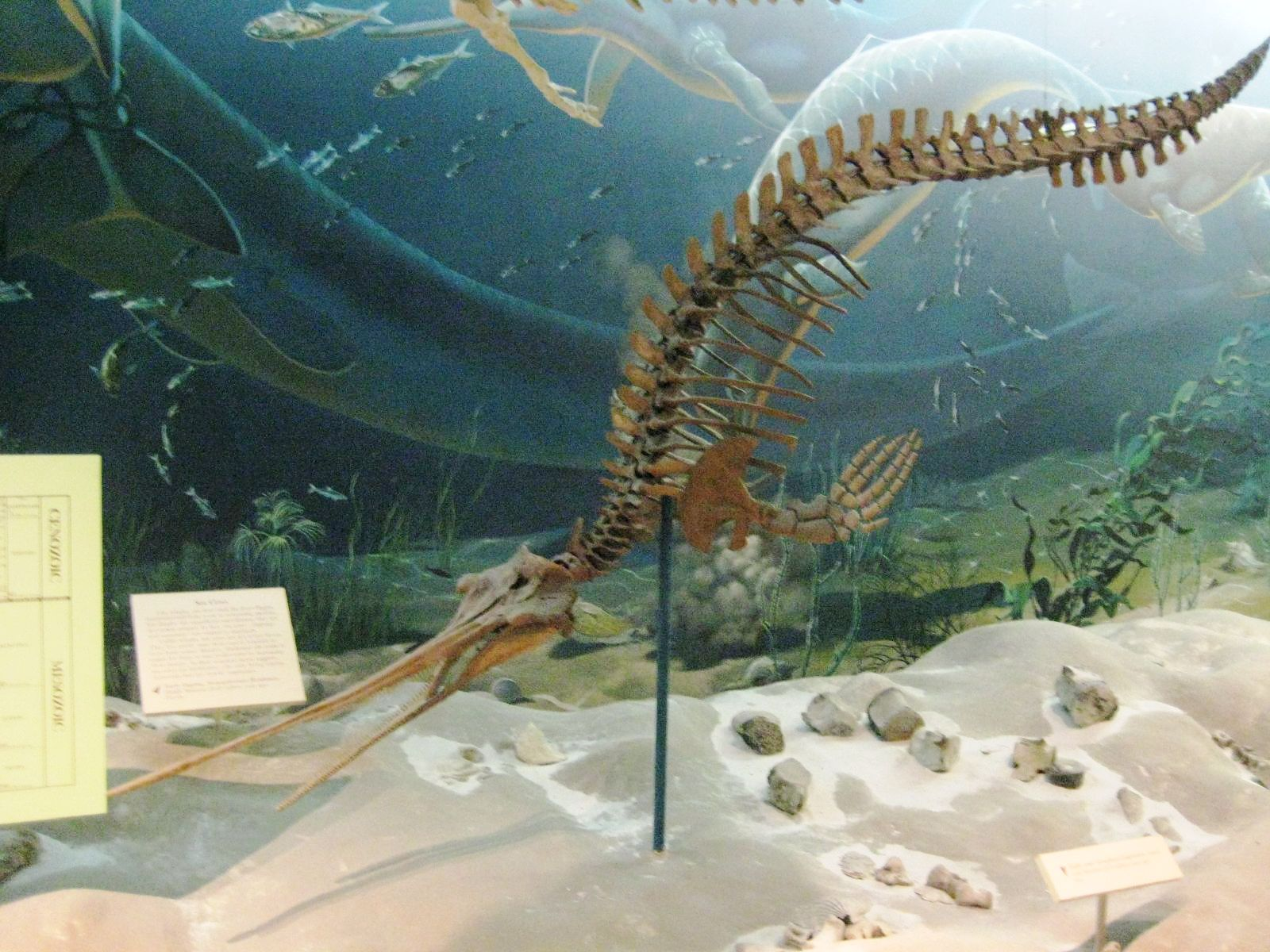
Squelette de Xiphiacetus (espèce fossile)